# Aleksandra Faucher

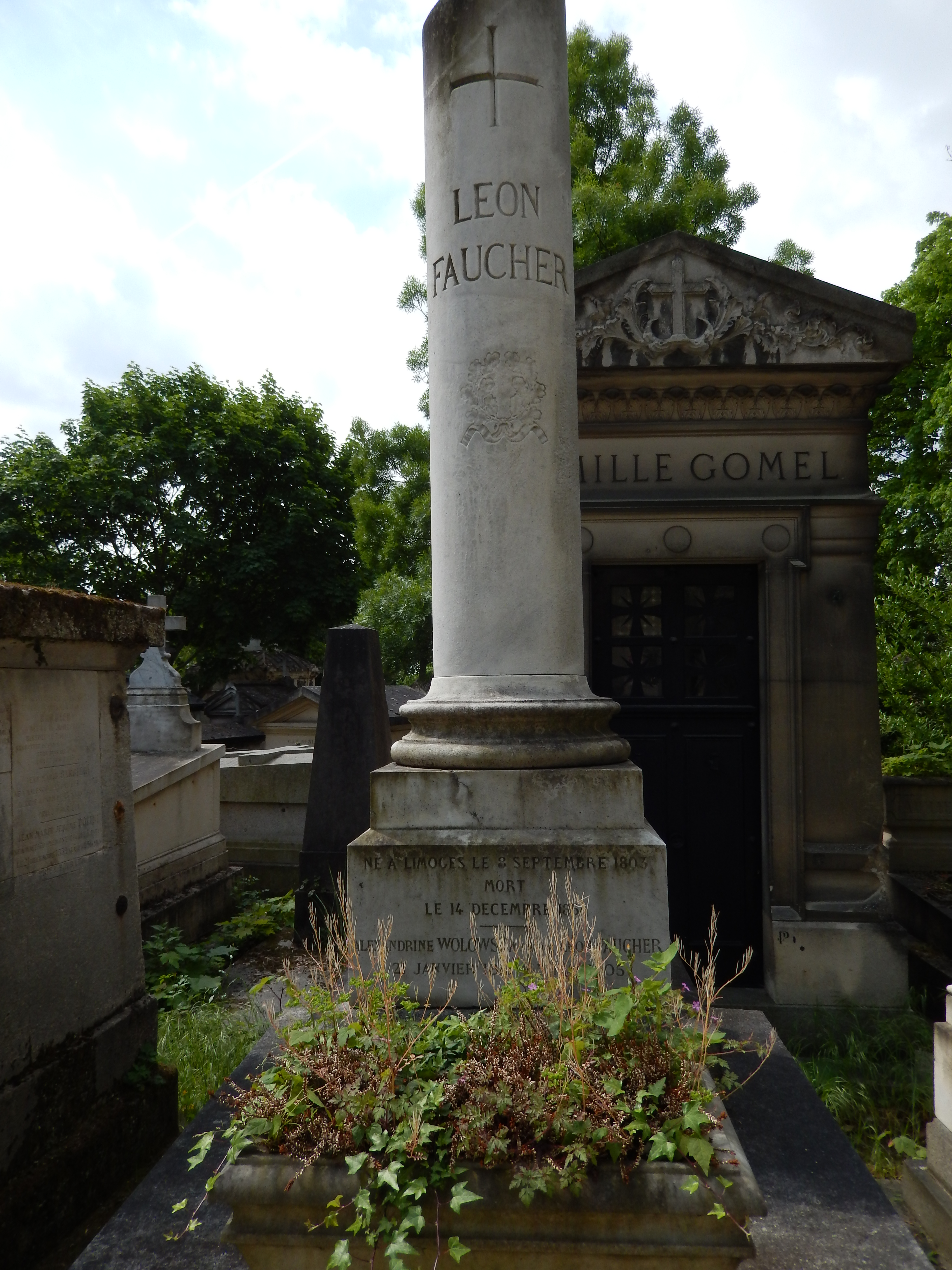
grób Aleksandry i Leona Faucherów

Aleksandra Wincentyna Zofia Faucher, z domu Wołowska herbu Czerwony (Na Kaskach) (ur. 22 stycznia 1812 w Warszawie, zm. 5 maja 1905 w Paryżu) – polska pianistka i działaczka społeczna.

## Życiorys
Pochodziła z nobilitowanej-neofickiej rodziny frankistowskiej Wołowskich herbu Czerwony (Na Kaskach). Córka Franciszka Eliasza Wołowskiego (1786–1844), członka Sejmu w latach 1830–1831, oraz Tekli z Wołowskich (1787–1871). Na chrzcie 28 stycznia 1812 w parafii Św. Jana w Warszawie otrzymała imiona Aleksandra Wincentyna Zofia Wołowska. Siostra Ludwika Wołowskiego.
Jako pianistka była uczennicą Fryderyka Chopina. Fryderyk Chopin zadedykował „pannie Aleksandrze Wołowskiej” skomponowany w Paryżu mazurek sztambuchowy B-dur. Autograf Mazurka z datą 24 czerwca 1832 został wklejony do jej sztambucha. Cioteczny wnuk Aleksandry i jej chrześniak, Feliks Jasieński, opisał ją słowami „kobieta bardzo muzykalna i wybitnie inteligentna”.
22 lipca 1834 była druhną na ślubie Celiny z Szymanowskich i Adama Mickiewiczów (matka Celiny, polska pianistka Maria Szymanowska pochodziła z rodziny Wołowskich). Później była opiekunką dzieci Mickiewicza.
Dnia 18 lipca 1837 roku poślubiła w Paryżu Léona Fauchera (1803–1856), ministra spraw wewnętrznych. Przez małżeństwo z francuskim ministrem dołączyła do francuskiej elity wpływowych osób. Zajmowała się filantropią, prowadziła przytułkek dla starców i sierot emigrantów polskich, była też współzałożycielką Towarzystwa Dobroczynności Dam Polskich w Paryżu. Związana z „Revue des Deux Mondes”.
Pochowana została w Paryżu na cmentarzu Père-Lachaise, kwatera 26, część północno-zachodnia.